# Wells Fargo Capitol Center
Le Wells Fargo Capitol Center appelé désormais 150 Fayetteville est un gratte-ciel de 122 mètres de hauteur pour 30 étages, construit aux États-Unis en 1991 à Raleigh en Caroline du nord (est du pays).
C'est le troisième plus haut gratte-ciel de la ville .
L'architecte est l'agence Stevens & Wilkinson, Inc. basée à Atlanta.
L'édifice abrite notamment des bureaux de la banque Wells Fargo.